# Jacqueline Bouvier (personage)
Jacqueline "Jackie" Bouvier is een personage in The Simpsons, en wel de moeder van Marge Simpson, Patty Bouvier en Selma Bouvier, en de vrouw van Clancy Bouvier. Ze heeft ook een zus genaamd Gladys Bouvier. Net als haar tweelingdochters Patty en Selma rookt ze veel, is ze over het algemeen pessimistisch en niet sociaal.
Jacqueline komt niet regelmatig voor in de serie en heeft veel tegen de levensstijl van Marge, voornamelijk tegen Homer (wat ook een overeenkomst is met Patty en Selma). Ironisch genoeg heeft Jacqueline een kortstondige romance gehad met Abraham Simpson, de vader van Homer. Ze heeft de relatie verbroken toen ze verleid werd door miljonair Montgomery Burns, waar ze bijna mee getrouwd was tot Abraham besloot dat ze dan nog beter alleen zou kunnen blijven.
Haar favoriete nummer is "Moonlight Serenade" van Glenn Miller. Ooit is ze in een zwendel van een telemarketeer bedrijf gestonken. Ze is gearresteerd geweest wegens onkuisheid op het strand. Ze heeft gezegd dat, toen ze jonger was, de jongens veel aandacht aan haar besteedden, wat haar vrienden gek maakte. Volgens Marge (in de aflevering Who Shot Mr Burns (Part 1)) heeft haar vader geprobeerd Jackie het hof te maken, door een doos met snoep met daarin zijn foto naar haar toe te sturen. Hierna is Jackie zijn naam nooit meer vergeten.
Haar personage is genoemd naar Jacqueline Lee Bouvier Kennedy Onassis.
Homer Simpson · Marge Simpson · Bart Simpson · Lisa Simpson · Maggie Simpson · Abraham Simpson · Patty en Selma Bouvier · Jacqueline Bouvier · Mona Simpson · Santa's Little Helper · Snowball II · Familie Bouvier
Jasper Beardley · Comic Book Guy · Eddie en Lou · Maude Flanders · Ned Flanders · Professor Frink · Barney Gumble · Julius Hibbert · Lionel Hutz · Eerwaarde Lovejoy · Kapitein Horatio McCallister · Hans Moleman · Bleeding Gums Murphy · Apu Nahasapeemapetilon · Mayor Joe Quimby · Dr. Nick Riviera · Agnes Skinner · Cletus Spuckler · Squeaky Voiced Teen · Disco Stu · Moe Szyslak · Kirk Van Houten · Luann Van Houten · Chief Clancy Wiggum
Gary Chalmers · Rod en Todd Flanders · Jimbo Jones · Kearney · Edna Krabappel · Otto Mann · Nelson Muntz · Martin Prince · Seymour Skinner · Milhouse Van Houten · Ralph Wiggum · Groundskeeper Willie · andere studenten
Montgomery Burns · Carl Carlson · Lenny Leonard · Waylon Smithers
Itchy en Scratchy · Kent Brockman · Krusty de Clown · Troy McClure · Rainier Wolfcastle · Radioactive Man
Snake · Kang & Kodos · Sideshow Bob · Fat Tony
Treehouse of Horror
Bart vs. the World · Bart Simpson's Escape from Camp Deadly · The Simpsons Arcadespel · Bart vs. the Space Mutants · Bart's House of Weirdness ·Bart vs. The Juggernauts · Krusty's Fun House · Bartman Meets Radioactive Man · Bart's Nightmare · The Itchy and Scratchy Game · Virtual Bart · Bart and the Beanstalk · Itchy & Scratchy in Miniature Golf Madness · Cartoon Studio · Virtual Springfield · Night of the Living Treehouse of Horror · Bowling · Wrestling · Road Rage · Skateboarding · Hit & Run · The Simpsons Game · The Simpsons: Tapped Out
The Simpsons · The Simpsons Pinball Party
Strips: Simpsons Comics · Bart Simpson serie · Itchy & Scratchy Comics · Bart Simpson's Treehouse of Horror · Futurama/Simpsons Infinitely Secret Crossover Crisis
Tijdschrift: Simpsons Illustrated
Boeken: Bart Simpson's Guide to Life · Family Album · Library of Wisdom · Complete Guides · Planet Simpson · The Simpsons and Philosophy
Actiefiguurtjes: World of Springfield
The Simpsons Movie
Bankgrap ·
Canyonero · 
D'oh! · 
Duff Beer · 
Schoolbordgrap · 